# Heliconius erato
Heliconius erato is een vlinder, die voorkomt van het zuiden van Brazilië en de Amazonebekken tot in Mexico. De soort komt voor in een groot aantal ondersoorten en kleurvariaties, wat vergelijkbaar is met Heliconius melpomene. 

## Kenmerken
De spanwijdte is 5,5 tot 8 cm.

## Ontwikkeling
De vrouwtjesvlinders leggen per waardplant één ei. De rupsen eten de eitjes van andere soorten op om concurrentie uit te schakelen. De rupsen zijn wit met zwarte stippen en doorns. Het larvale stadium duurt twee tot drie weken, waarna de rups zich verpopt. Het duurt acht tot twaalf dagen voordat de volwassen vlinder uit de pop tevoorschijn komt. Als de vrouwtjesvlinders uitkomen staat er al een mannetje klaar om te paren.

## Leefwijze
De volwassen vlinders voeden zich met nectar van planten uit de geslachten Lantana, Psiguria en Gurania. De vlinders rusten 's nachts in grote groepen. 

## Waardplanten
Waardplanten voor de rupsen zijn onder andere Passiflora biflora en Passiflora coriacea.

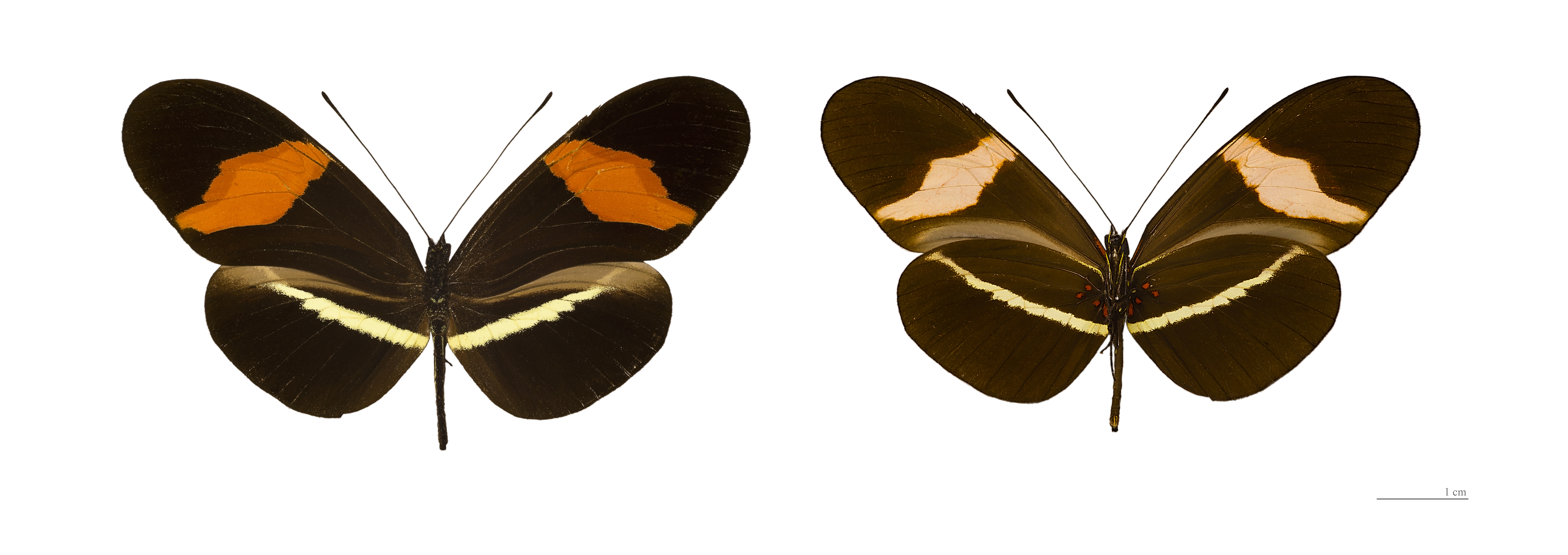
Heliconius erato petiveranus